# Katherine Von Swartzschild
Katherine Von Swartzschild, nata Katerina, è un personaggio della serie di romanzi Il diario del vampiro, creata dalla scrittrice Lisa Jane Smith; svolge il ruolo di antagonista dei primi tre volumi della saga. Nella serie televisiva The Vampire Diaries il personaggio è interpretato da Nina Dobrev ed è conosciuto come Katherine Pierce.

## Romanzi
Nata nel XV secolo dal barone Von Swartzschild con nome Katerina, Katherine ha, sin dall'infanzia, una salute cagionevole, che la porta a contrarre una malattia terminale. La sua cameriera Gudren chiede allora al vampiro Klaus di trasformarla per salvarle la vita. Gudren insegna a Katherine tutto quello che sapeva sui vampiri e le consegna un anello con incastonato un lapislazzuli per proteggerla dal Sole. Suo padre la porta in Italia per aiutarla a recuperare le forze e la lascia in custodia ad un vecchio amico, il conte Giuseppe di Salvatore, i cui figli, Stefan e Damon, iniziano a corteggiarla. La giovane confessa il suo segreto a entrambi, ma non riesce a scegliere tra loro e fa bere sia a Stefan che a Damon il proprio sangue. I fratelli non approvano la sua scelta, così Katherine, per sfuggire al problema, simula il suicidio, a causa del quale Stefan e Damon lottano fino a uccidersi a vicenda, trasformandosi in vampiri. La vampira torna in Germania, dove, in fin di vita, raggiunge Klaus, che le insegna a bere sangue umano (precedentemente beveva solo quello animale) e a prendere tutto quello che vuole senza farsi scrupoli. A causa della sensazione di potere e del bisogno di riceverne sempre di più, Katherine impazzisce e perde la sua innocenza e ingenuità, fino a cercare di assassinare il suo mentore, che crede, erroneamente, di aver ucciso.
Verso la fine del XX secolo, Katherine si reca a Fell's Church, dove vede per la prima volta Elena Gilbert, che somiglia a lei in modo impressionante: utilizzando i suoi poteri, attira nella cittadina anche Stefan e Damon sperando che, vedendo la ragazza, provino rimorso per il passato. Nel frattempo, si trasferisce nella cripta dei Fell e trascorre del tempo a casa della giovane Gilbert assumendo le sembianze di una gattina bianca. Tuttavia, i fratelli Salvatore si innamorano di Elena e Katherine decide di vendicarsi. Dopo aver catturato Elena e i Salvatore, rivela di aver sempre amato Stefan maggiormente e di odiarlo, pertanto, di più. In un attimo di distrazione, Elena la priva del lapislazzulo e la espone al sole, riducendo Katherine in cenere.
Tempo dopo, Klaus riporta Katherine in vita, affinché faccia parte dell'esercito con il quale ha intenzione di uccidere Elena. La vampira, però, è diventata più saggia e non nutre alcun risentimento nei confronti della rivale, pertanto contatta Damon affinché vegli su Elena. Dopo la morte del suo creatore, Katherine si incontra con Elena: questa ha scoperto che sono sorellastre, ma la vampira lo sapeva già. Trascorsi cinque anni, durante un viaggio per il mondo insieme a Damon, Katherine viene colpita alla sprovvista da un vampiro immortale e muore. In seguito, Elena torna ai tempi del liceo per cambiare il proprio destino ed evitare di morire. Capendo che l'unico modo è far riappacificare i Salvatore, scende nella cripta dei Fell e chiede aiuto a Katherine, sapendo che nutre anche lei lo stesso desiderio. La vampira accetta e parla con Stefan e Damon. Quando Elena torna al futuro, non viene rivelato come sia cambiata la vita di Katherine.

## Serie TV

### Casting e interpretazione
Il 9 marzo 2009, fu annunciato che l'attrice bulgaro-canadese Nina Dobrev era entrata nel cast della serie televisiva tratta dai romanzi, The Vampire Diaries, nel ruolo di Elena Gilbert. Dopo qualche ricerca, Dobrev scoprì che avrebbe dato il volto anche alla doppelgänger vampira di Elena, Katherine Pierce, il cui carattere è "completamente opposto". Dobrev la descrisse come "una delle opportunità più rare e belle della televisione, interpretare due persone nello stesso medium", confessando che preferiva vestire i panni di Katherine piuttosto che quelli di Elena.
Dobrev trovò che la sfida maggiore per lei fosse distinguere Elena da Katherine, e trovò "interessante" creare un personaggio totalmente nuovo. "Cambiare i capelli mi aiuta a trasformarmi", disse alla rivista Glamour, e in un'altra intervista raccontò: "Quando mi guardo allo specchio, mi sento semplicemente diversa quando sono Katherine o quando sono Elena. La mia voce cambia leggermente, penso, e, anche se solo mentalmente, ho la sensazione di poter dare molto di più". Siccome Damon era stato influenzato caratterialmente da Katherine, Dobrev costruì la propria interpretazione su quella del collega Ian Somerhalder (che dà volto a Damon, appunto), adottandone le stranezze e i colpi di testa.

### Caratterizzazione e sviluppo
Per differenziare meglio Katherine da Elena, i produttori Kevin Williamson e Julie Plec eliminarono il lato oscuro che quest'ultima possiede nei romanzi, rendendola una "ragazza della porta accanto" e accentuando così il contrasto tra la sua personalità e quella della vampira, che Dobrev descrisse come "cospiratrice, narcisista, stronza". Disse che "ha agito per proprio vantaggio e per i suoi bisogni egoistici. Ha usato questi due ragazzi [Stefan e Damon] come giocattoli. Per lei erano giocattoli, e si è divertita molto con loro". Nei romanzi, Katherine è tedesca, mentre nella serie televisiva è stata resa bulgara come l'attrice che la interpreta, per sfruttare la sua conoscenza della lingua.

### Storia
Il vero nome di Katherine Pierce è Katerina Petrova, ed è nata in Bulgaria il 5 giugno 1473. A diciassette anni partorisce una figlia illegittima, Nadia, che le viene portata via dal padre. Ripudiata dalla famiglia, nel 1492 viene catturata dal vampiro Originale Klaus, che cerca di sacrificarla per risvegliare la propria natura di licantropo. Feritasi durante la fuga, Katherine costringe la vampira Rose a darle il suo sangue per guarire e si suicida impiccandosi, diventando così una non-morta inservibile per il piano di Klaus. La ragazza trascorre i seguenti cinquecento anni fuggendo da lui: Klaus, infatti, pieno di rancore per il suo gesto, arriva a sterminare la famiglia Petrova. Giunta a Mystic Falls nel 1864, si spaccia per orfana e viene accolta dalla famiglia Salvatore. Fa innamorare di sé entrambi i fratelli Salvatore, Stefan e Damon, rovinando il loro rapporto di amicizia; utilizzando il proprio potere, li costringe a mantenere il segreto sulla sua natura l'uno con l'altro e pianifica il loro futuro insieme come vampiri. Le famiglie dei fondatori di Mystic Falls, però, scoprono l'esistenza dei vampiri, Katherine viene portata via e i fratelli rimangono uccisi nel tentativo di salvarla. La vampira riesce a liberarsi e ricomincia a scappare, tenendo però sempre d'occhio Stefan da lontano.
Nel 2009, torna a Mystic Falls per recuperare un vampiro, una strega, un licantropo e la propria doppelgänger, Elena Gilbert, da offrire a Klaus in cambio della libertà, ma in seguito orchestra vari piani per ucciderlo, arrivando anche a liberare Mikael, il patrigno di Klaus, che desidera eliminare il figliastro. Quando anche questo piano fallisce e Mikael rimane ucciso, Katherine lascia la città e sparisce. In seguito, recupera la cura contro il vampirismo e la consegna al fratello di Klaus, Elijah, sperando che lui possa contrattare con Klaus la sua libertà, ma invano. L'Originale rinuncia comunque alla vendetta per occuparsi di un gruppo di streghe che complotta contro di lui. Elena, intanto, viene in possesso della cura per il vampirismo e, siccome Katherine le ha ucciso il fratello, la costringe a berla, facendola ritornare umana.
Dopo che l'immortale Silas si nutre di lei risucchiandole via la cura che era parte del suo sangue, la giovane inizia a invecchiare velocemente e, intanto, ritrova la figlia Nadia, diventata una vampira secoli addietro per cercarla. Nadia le insegna un incantesimo grazie al quale Katherine trasferisce il proprio spirito nel corpo di Elena all'insaputa di tutti. Fingendosi Elena, cerca di riconquistare Stefan, ma alla fine tutti scoprono l'inganno. Stefan e i suoi amici rapiscono Nadia, ormai prossima a morire poiché morsa da un licantropo, e Katherine, nonostante possa scappare, decide di restarle accanto nei suoi ultimi attimi di vita. Usando uno speciale coltello, Stefan la uccide liberando Elena. Dopo la morte, Katherine non riesce a raggiungere il purgatorio delle anime soprannaturali, l'Altra Parte, finendo invece all'inferno. Dopo la morte del diavolo, ella gli succede e, decisa a vendicarsi di tutti coloro che l'hanno fatta soffrire, prova a scatenare su Mystic Falls le fiamme dell'Inferno, ma Bonnie, con la sua magia, riesce a deviare il fuoco contro l'Inferno stesso e a distruggerlo. Anche Katherine viene investita in pieno dalle fiamme infernali e muore insieme a Stefan, che si è sacrificato tenendola bloccata.

## Accoglienza
La Katherine televisiva venne paragonata a Rossella O'Hara: come lei, sa cosa significa perdere ciò che si ha di più caro (la famiglia) e ha amato per tutta la vita un uomo (Stefan) che si è poi innamorato di un'altra donna (Elena). Pur continuando ad amarlo, si è legata ad un altro uomo (Damon) più adatto a lei, che l'apprezzava per quella che era. Katherine se ne accorge troppo tardi, quando ormai li ha persi entrambi. Troppo cieca per riconoscere l'amore quando se lo trova davanti, la sua ossessione per Stefan (come quella di Rossella per Ashley) la isola dal resto del mondo. Fu inserita da BuddyTv nella lista dei personaggi televisivi più cattivi del 2011, che la piazzò al terzo posto perché "potrà sembrare un'adolescente carina, ma sarà ben felice di amputarti le dita, rubarti il ragazzo e uccidenti tanto spesso quanto serve". Il sito Hollywood Life considerò che, a lungo andare, la presenza di Katherine stesse rendendo la serie ripetitiva, e lodò la decisione di farla morire definitivamente nella quinta stagione.